# Mackmyra Svensk Whisky

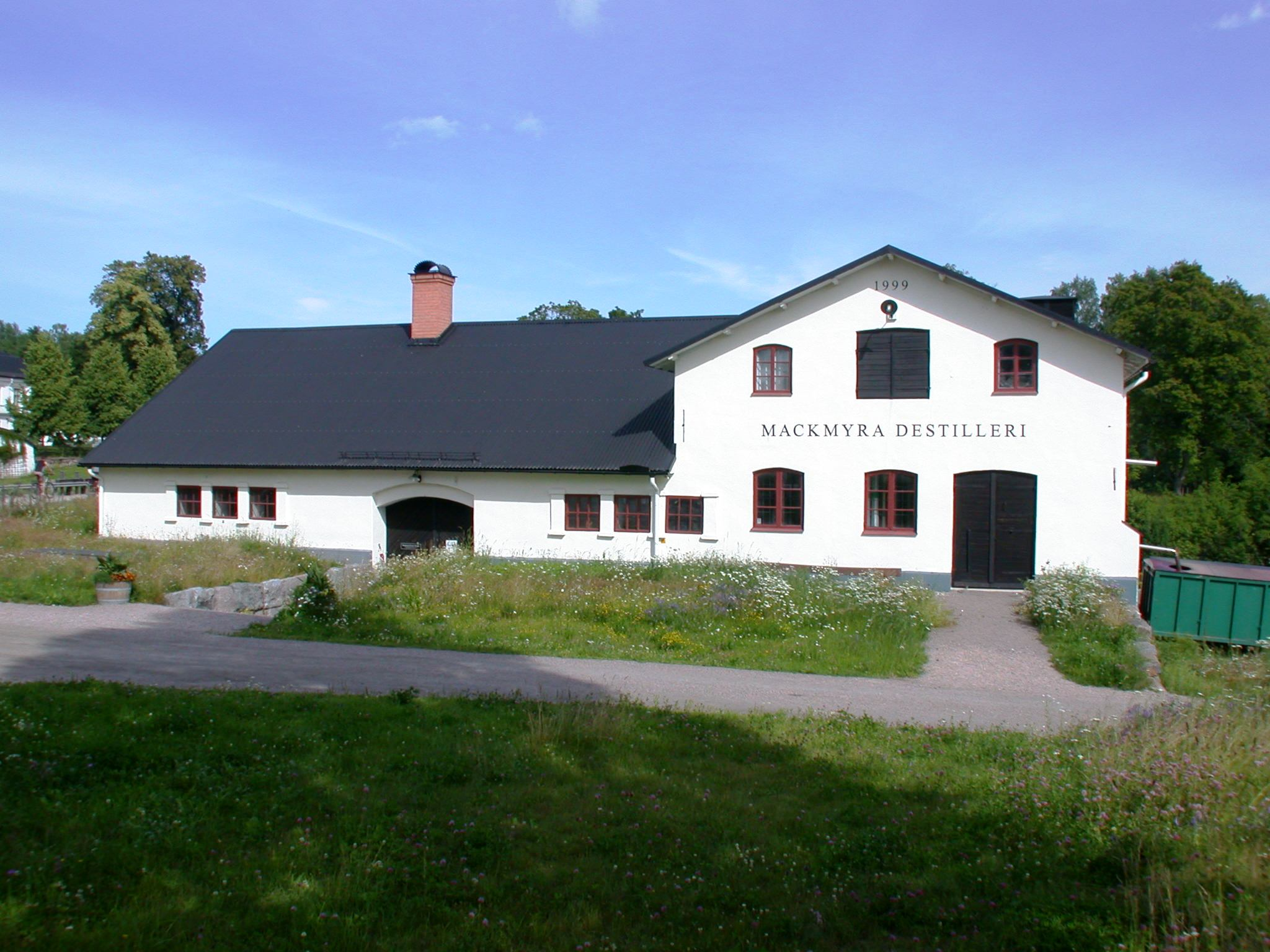
Destilleribyggnaden, Mackmyra bruk

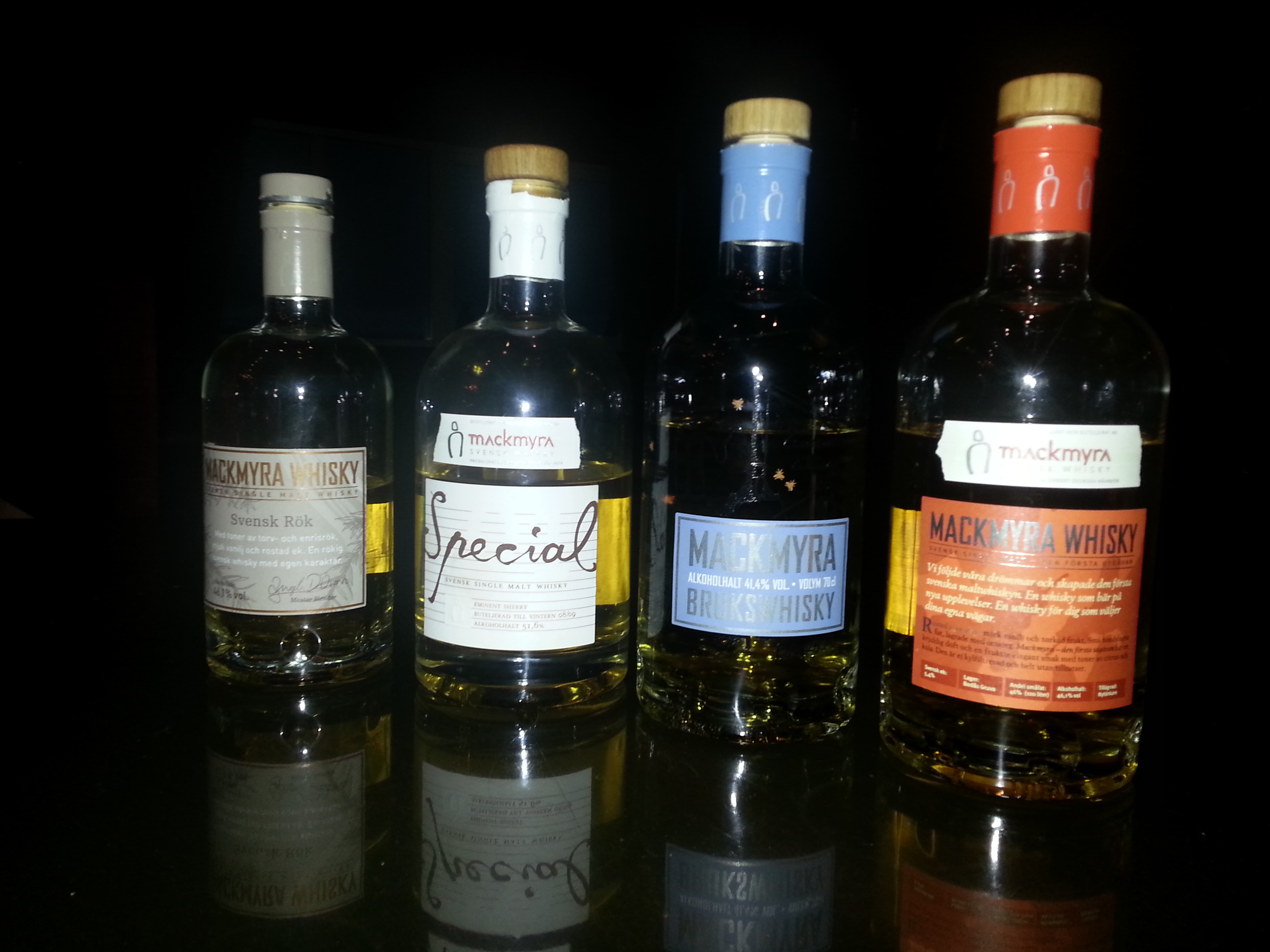
Flaskor med whisky från Mackmyra. Från vänster: Mackmyra Svensk Rök, Mackmyra Special:01 - Eminent Sherry, Mackmyra Brukswhisky och Mackmyra Whisky - Den Första Utgåvan.

Mackmyra Svensk Whisky är ett svenskt whiskydestilleri grundat 1999. Det första destilleriet är inrymt i lokaler i det gamla järnbruket Mackmyra Bruk mellan Gävle och Sandviken, varifrån namnet är hämtat. Numera finns även ett destilleri i den nybyggda "Mackmyra Whiskyby" utanför Gävle där även huvudkontoret är beläget. 
Verksamheten utgår från Mackmyra Whiskyby stax utanför Gävle. Bolaget har kontor för marknad och försäljning i Stockholm. Mognadslagring sker i Bodås gruva, i skogslagret i Mackmyra Whiskyby, samt på satellitlagren på Fjäderholmarna, på Häckeberga slott och i Smögen.
Den 19 augusti 2024 ansökte Mackmyra Svensk Whisky AB om konkurs. 